# Elaeocarpus spathulatus
Elaeocarpus spathulatus är en tvåhjärtbladig växtart som beskrevs av Brongn. & Gris. Elaeocarpus spathulatus ingår i släktet Elaeocarpus och familjen Elaeocarpaceae. Inga underarter finns listade i Catalogue of Life.